# L'Aube, c'est pas trop tôt
Pour plus de détails, voir Fiche technique et Distribution.
L'Aube, c'est pas trop tôt (Amanece, que no es poco) est un film espagnol réalisé et écrit par José Luis Cuerda, sorti au cinéma en janvier 1989.
Il s'agit d'un film choral à l'humour absurde dont le scénario est teinté de surréalisme. Les situations alternent entre le naïf et le grotesque. L'action se situe dans un village près d'Albacete.

## Synopsis
Un jeune ingénieur espagnol, professeur en Oklahoma, revient en Espagne chez son père pour profiter d'une année sabbatique. En balade dans la montagne, tous deux découvrent un village complètement désert. En fait, tous les habitants sont à la messe : le curé leur propose un spectacle étonnant.

## Fiche technique
- Titre : L'Aube, c'est pas trop tôt
- Titre original : Amanece, que no es poco
- Réalisation : José Luis Cuerda
- Scénario : José Luis Cuerda
- Musique : José Nieto
- Photographie : Porfirio Enríquez
- Montage : Juan Ignacio San Mateo
- Société de production : Compañía de Aventuras Comerciales
- Pays :  Espagne
- Genre : Comédie et fantastique
- Durée : 110 minutes
- Dates de sortie : 
  - Espagne : 13 janvier 1989

## Distribution
- José Saza Sazatornil : caporal Gutiérrez
- Carmen de Lirio : doña Rocío, sa femme enceinte
- Francisco Martínez : Sixto, son fils
- Ovidi Montllor : Pascual
- Carmen Rodríguez : son épouse
- Rafael Díaz : le policier Fermín
- Amada Tercero : son épouse
- Casto Cassen Sendra : le curé
- Manuel Alexandre : Paquito, le père du curé qui pratique la lévitation
- María Ángeles Ariza : Merceditas, sa cousine
- Rafael Alonso : le maire
- Fedra Lorente : Susan, son amie
- Chris Huertas : Tirso, l'aubergiste
- Elisa Belmonte : la soprano
- María I. González, la pianiste
- Francisco Paco Hernández : Don Roberto, l'instituteur et chanteur
- Juan Ángel Martínez] : enfant
- Juan Moreno : enfant
- Juan López : enfant
- Juan Quesada : enfant
- Marcial García : enfant
- Francisco García : enfant
- Juan Palacios : enfant
- Emilio José Lozano : enfant
- Jorge V. Ortiz : enfant
- Alberto Pérez : enfant
- Miguel Ángel González : enfant
- José Luis Cuenca : enfant
- Ana María León : enfant
- Llanos Ródenas : enfant
- Rebeca Ródenas : enfant
- Milagros Ródenas, enfant
- Sonia Ródenas : enfant
- Ana María González : enfant
- Concepción Trujillo : enfant
- María del Carmen Quesada : enfant
- Carmen García : enfant
- Carmen González : enfant
- María José Palacios : enfant
- Yolanda Navalón : enfant
- Pilar Felipe : enfant
- Amparo González : enfant
- Samuel Claxton : Ngué Ndomo
- Chus Lampreave : Madame Álvarez, mère de Ngué Ndomo
- Alberto Bové : Pedro, son oncle
- Luis Ciges : Jimmy
- Antonio Resines : Teodoro
- Aurora Bautista : Madame Pádington, épouse de Bruno
- Arturo Bonín : Bruno, l'écrivain argentin qui plagie Faulkner
- María Isbert : Adelaida, leur fille
- María Elena Flores : Aurora, la mère
- Paco Cambres : Don Alonso, le médecin
- Queta Claver  : Doña Remedios, son épouse enceinte
- Miguel Rellán : Carmelo, ivrogne
- Rosalía Dans : Gabriela, son épouse
- Pastora Vega : paysanne
- Fernando Tito Valverde : paysan intellectuel
- Luis Perezagua : aspirant intellectuel
- Francisco Paco León : paysan
- Dionisio Moreno : paysan
- Fructuoso Lozano : paysan
- Ferran Rañé : Mariano
- Antonio Passy : Garcinuño
- Alberto Delgado : un jeune
- Enrique Pozo
- Felipe Roldán
- Saturnino González
- César García
- Luis Perezagua
- Violeta Cela
- Antonio Gamero : forain
- Guillermo Montesinos : suicidaire permanent
- Enrique Quique San Francisco : Cascales
- Daniel Romero : gouverneur et chanteur
- Juan Manuel Chiapella, homme raisonnable
- Pedro González : mendiant
- Félix Criubaldo : mendiant
- Jesús López : Follarín
- María Paz Córdoba
- Marcial González : chauffeur du maire
- Amancio Palacios : buveur d'alcool
- Pedro José Palacios : buveur d'alcool
- Pedro Ramírez : homme exalté
- Agustín García : homme exalté
- Julián Talavera : homme exalté
- Carmelina Palacios
- María del Carmen Córdoba
- Enriqueta Rueda
- Antonio Ruiz
- Antonio Guerrero
- Pilar Marcos
- Ángeles González : mère
- Carmen Guerrero : mère
- Gabino Diego : porte-parole américain
- Marta Torres : étudiante américaine
- Cleofe Alcañiz : étudiante américaine
- Juan Antonio Sánchez : étudiant américain
- Francisco Sánchez : étudiant américain
- Miguel Yeste : étudiant américain
- José Eugenio Mañas : étudiant américain
- José Antonio Requena : porte-parole russe
- José Antonio Marcos : danseur russe
- Esteban Moreno : danseur russe
- Antonio Moreno : danseur russe
- Ángel Ortega : danseur russe
- Bienvenido Ortega : danseur russe
- Andrés Gómez : danseur russe
- Marcos Monfort : porte-parole belge
- María del Rosario Bueno : belge
- Enriqueta Cabrera : belge
- Vicente González : belge
- José María López : envahisseur
- Rafaela Salmerón : envahisseuse
- José Martínez : envahisseur
- Pedro Ruiz : envahisseur
- Rubén Torres : porte-parole sud-américain
- Adoración Palacios : sud-américaine
- Lola López : sud-américaine
- Carmen Moreno : sud-américaine
- Juan M. de la Rosa : sud-américain
- Pedro Moreno : sud-américain
- Ángel Monteagudo : bagarreur
- Roberto Martínez : bagarreur
- José Lozano : bagarreur
- José M. Moreno : bagarreur
- Pedro Nares : bagarreur
- Juan Cifuentes : bagarreur
- Enrique Montoya : bagarreur

## Tournage et accueil
Le film fut tourné dans les localités de Molinicos, Aýna et Liétor, toutes situées dans la province d'Albacete. C'est sur l'idiosyncrasie populaire de ces villages que se base la ligne du film. Plusieurs habitants apparaissent dans le film. 
Ce film consacra son directeur José Luis Cuerda et fut un succès au box-office.
Amanece, que no es poco fut le premier film tourné par José Luis Cuerda dans sa région natale. Les rues de Aýna, Liétor et Molinicos sont enregistrées dans le film ainsi que le mode de vie et le caractère des habitants de cette région rurale de Castille-La Manche.

## Titre
"Amanece, que no es poco" peut être traduit littéralement en français par « Le jour se lève, ce n'est pas peu. »

## Prix
IVe édition des Premios Goya
| Catégorie                 | Personne                        | Résultat |
| ------------------------- | ------------------------------- | -------- |
| Meilleur scénario         | José Luis Cuerda                | Nommé    |
| Meilleur son              | Carlos Faruolo Enrique Molinero | Nommés   |
| Meilleurs effets spéciaux | Reyes Abades                    | Nommé    |

## La route de «Amanece que no es poco»

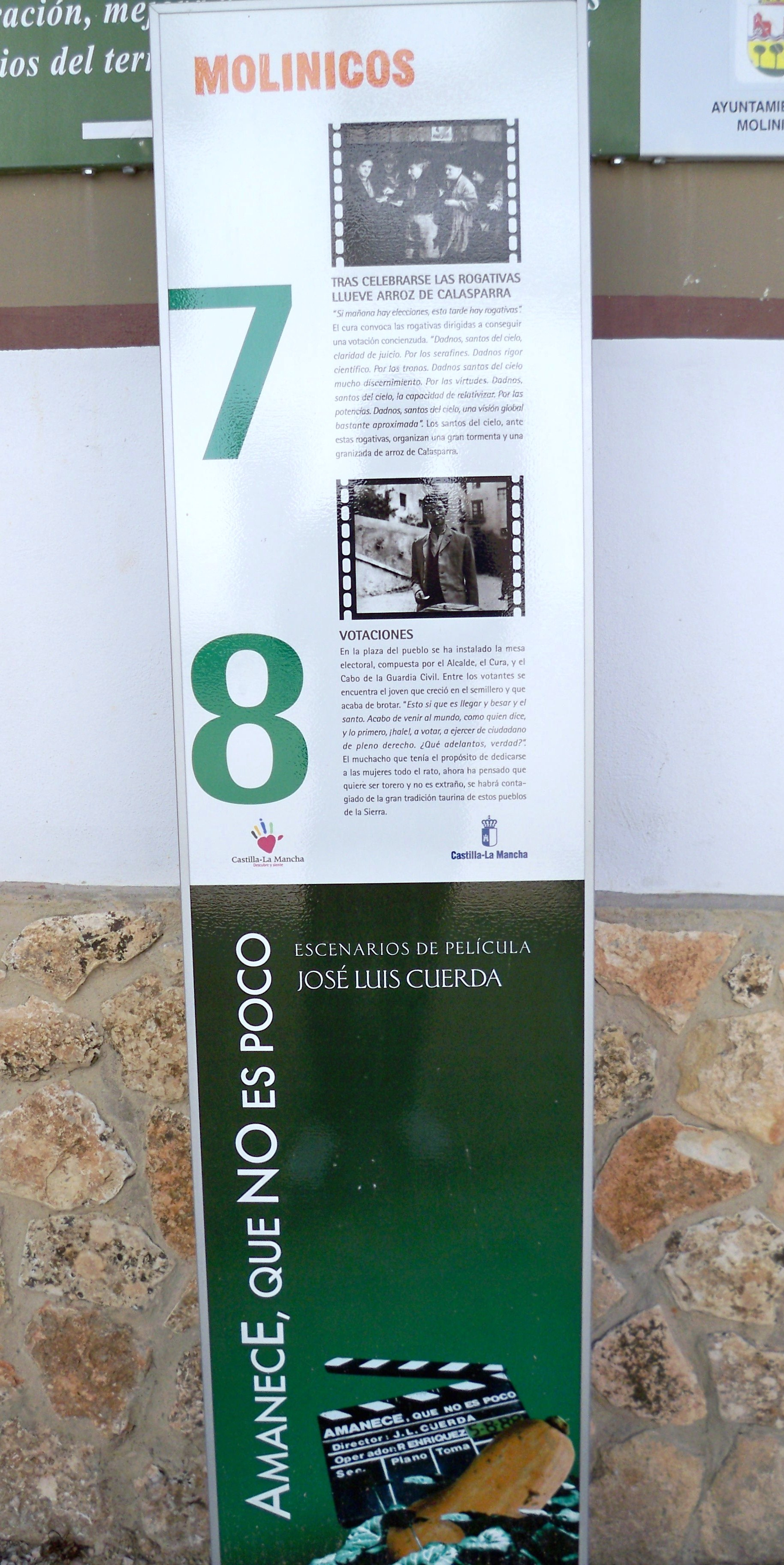
Panneau indiquant la route de Amanece que no es poco à Molinicos (Province d'Albacete).

En 2009, lors du 20e anniversaire de la sortie de Amanece, que no es poco, la Junta de Comunidades de Castilla – La Mancha a mis en marche un itinéraire qui permet de connaître les sites où fut tourné le film (Sierra del Segura).